# Старые стихи для твоих новых песен
Старые стихи для твоих новых песен — сборник стихов писателя Александра Еренко, первая в России художественная книга, опубликованная по лицензии Creative Commons. Представляет собой сборник мультижанровых стихов, подходящих для исполнения в разных стилях от рэпа до эстрадной песни.

«Этот сборник стихов распространяется по лицензии Creative Commons CC BY-ND 3.0. Это значит, что перед вами инструмент. Если для любого из ваших проектов потребуется стихотворение, вы имеете законное право использовать любое из напечатанных на этих страницах. Именно поэтому книга будет стоить настолько мало, насколько будет позволять платформа»— Александр Еренко

## Лицензия
Сборник стихов «Старые стихи для твоих новых песен» распространяется по лицензии Creative Commons «Attribution-NoDerivs» («Атрибуция-БезПроизводных») 3.0 Непортированная (CC BY-ND 3.0), то есть, пользователь может копировать и распространять материал на любом носителе и в любом формате в любых целях, включая коммерческие, а лицензиар не вправе отозвать эти разрешения, пока пользователь обеспечивает соответствующее указание авторства, предоставляя ссылку на лицензию и обозначая изменения, если таковые были сделаны; не распространяет материал в том случае, если перерабатывает, преобразовывает его или берёт его за основу для производного произведения; не применяет юридические ограничения или технологические меры, создающие другим юридические препятствия в выполнении чего-либо из того, что разрешено лицензией.